# Давыдовы-Морозовы
Давыдовы-Морозовы — русский дворянский род, одна из ветвей дворян Морозовых.
Члены этой семьи пишутся просто Давыдовы, указание Морозовы приводится, когда надо подчеркнуть отличие от многочисленных родов Давыдовых. Происходят от Давыда Михайловича Морозова, который был потомком в VI колене от Михаила Прушанина, новгородца, героя Невской битвы.
Известные представители:
- Давыдов, Яков Дмитриевич — воевода Дмитрия Жилки
- Давыдов, Константин Дмитриевич Владыка — воевода
- Давыдов, Иван Дмитриевич Голочел — воевода
- Давыдов, Иван Константинович Мещанин — воевода
- Давыдов, Василий Алексеевич по прозвищу Слепой — старший из двоих сыновей Алексея Давыдовича Морозова, внук основателя рода Давыда Михайловича. Имел сына — Михаила. Во время казанско-русской войны 1523—1524 гг. в августе 1524 года послан пятым воеводой в Муром в связи с подготовкой похода на Казань.
- Степанида Ивановна Оболенская — дочь Ивана Константиновича Давыдова-Зубатого, жена князя И. В. Стриги-Оболенского, прародительница Стригиных-Оболенских